# Хармониум
Хармониум или езичков орган е музикален инструмент от групата на клавишно-меховите инструменти. Звукът се извлича от свободно трептящи езичета без тръби. Има един или два мануала, а там където е педалиерата при големите органи, е монтиран голям педал, с който музикантът сам изпълва с въздух всмукващия мех.
За първи път такъв инструмент е конструиран през 1842 в Париж от Александър Дьобен. Отначало се използва в музиката на композитори като Лист, Дворжак, Шьонберг, Веберн и др. По-късно намира приложение в салонните оркестри.